# Parti Démocratique Sénégalais
Die Parti Démocratique Sénégalais (Senegalesische Demokratische Partei, PDS) ist eine politische Partei in Senegal. Die Partei definiert sich als liberal und ist Mitglied der Liberalen Internationale.
Bei ihrer Gründung 1974 war Abdoulaye Wade, späterer Präsident Senegals, Parteivorsitzender. Nach der  Präsidentschaftswahl 2000 löste er Abdou Diouf von der Sozialistischen Partei ab. Seit den folgenden Parlamentswahlen von 2001 regierte die PDS als größte Partei der so genannten Sopi-Koalition. Bei den Wahlen 2007, die von den wichtigsten Oppositionsparteien boykottiert wurden, gewann die Sopi-Koalition 131 der 150 Parlamentssitze in der Nationalversammlung.
Auch Macky Sall, der Wade 2012 nach einer Stichwahl als Präsident Senegals ablöste, begann seine politische Karriere in der PDS.